# 天界 (雑誌)
天界（てんかい）とは、東亜天文学会（略称：OAA）の機関誌である。月刊。

## 概要
1920年11月に第1巻第1号が発行された。創刊時の『天界』の発行団体は「東亜天文学会」ではなく「天文同好会」と称していた。その後天文同好会は1932年10月15日に「東亜天文協会」と名称を改めたが、機関誌の名称は引き続き『天界』のままであった。1943年頃に東亜天文協会の創立者・山本一清の決断により「東亜天文協会」から「東亜天文学会」に改称、機関誌の名称も『天界』から『天文学雑誌』に改称した。第二次世界大戦終戦後、『天文学雑誌』は再び『天界』名に戻った。ただ会の名前は度々変更することは好ましくないため、そのまま「東亜天文学会」の名を用い続けることになった。
『天界』はOAA会員には毎月郵送で届けられる。